# Sharjah Tour
Le Sharjah Tour est une course cycliste par étapes organisée depuis 2013. Elle se déroule sur quatre étapes dans l'émirat de Charjah aux Émirats arabes unis et est classée en catégorie 2.2 dans l'UCI Asia Tour.

## Palmarès
| Année     | Vainqueur        | Deuxième          | Troisième          |
| --------- | ---------------- | ----------------- | ------------------ |
| 2013      | Roman van Uden   | Youcef Reguigui   | Mohamed Al Murawwi |
| 2014      | Yousif Mirza     | Soufiane Haddi    | Francisco Mancebo  |
| 2015      | Soufiane Haddi   | Andrea Palini     | Francisco Mancebo  |
| 2016      | Adil Jelloul     | Francisco Mancebo | Stanislau Bazhkou  |
| 2017      | Non disputé      | Non disputé       | Non disputé        |
| 2018      | Javier Moreno    | Thomas Lebas      | Nikolay Mihaylov   |
| 2019-2021 | Non disputé      | Non disputé       | Non disputé        |
| 2022      | Grega Bole       | Eusebio Pascual   | Cyrus Monk         |
| 2023      | Adne van Engelen | Ariya Phounsavath | Rudolf Remkhi      |
| 2024      | Gal Glivar       | Miguel Heidemann  | Anatoliy Budyak    |
| 2025      | Josh Kench       | Josh Burnett      | Rein Taaramäe      |

### Victoires par pays
| Victoires | Pays                                 |
| --------- | ------------------------------------ |
| 2         | Maroc Slovénie Nouvelle-Zélande      |
| 1         | Émirats arabes unis Espagne Pays-Bas |